# 柴王广济桥
柴王广济桥，是一座清代桥梁，位于中华人民共和国山西省临汾市襄汾县景毛乡柴王村西南50米，襄汾县不可移动文物。
柴王广济桥建于清顺治十四年（1657年），砖石砌筑，长54.2米，宽4.25米，高十余米。光绪二年重修。三孔中，中孔净跨7.38米，高4.6米，边孔净跨6.1米，高3.77米。桥两侧有14根望柱，雕有南瓜、桃等图案。2011年兴建的新桥在洪水中受损，古桥又重新启用。